# Newt Gingrich
Newton Leroy Gingrich, nato McPherson (Harrisburg, 17 giugno 1943), è un politico e scrittore statunitense, dirigente nazionale del Partito Repubblicano.
Dopo aver corso senza successo in alcune elezioni per la Camera dei rappresentanti degli Stati Uniti, vince quelle del novembre 1978 e diventa successivamente Minority Whip House dal 1989 al 1995.
Speaker della Camera dei rappresentanti dal 4 gennaio 1995 al 3 gennaio 1999, è stato nominato uomo dell'anno dalla rivista Time nel 1995, essendo stato il realizzatore della Rivoluzione repubblicana nella Camera, ponendo fine a quaranta anni di maggioranza democratica. Per diversi anni rappresenta l'opposizione del Partito Repubblicano contro il presidente Bill Clinton.
L'11 maggio 2011 Newt Gingrich ha annunciato la sua candidatura per le primarie presidenziali del Partito Repubblicano del 2012 per le elezioni presidenziali dello stesso anno. Si è ritirato dalla corsa il 2 maggio 2012.

## Biografia
Newton Leroy Newt Gingrich (nato Newton Leroy McPherson) è nato e cresciuto vicino a Harrisburg, in Pennsylvania: la madre di Gingrich, dopo un brevissimo matrimonio durante il quale nacque Newt, si risposò con l'ufficiale dell'esercito Robert Gingrich che adottò il bambino, dandogli così il cognome.
Gingrich ha frequentato l'Università Emory e ha conseguito il dottorato di ricerca presso l'Università Tulane. Nel 1970 ha insegnato storia e geografia al West Georgia College.
Gingrich ricevette differimenti militari durante gli anni della guerra del Vietnam per essere stato uno studente e padre. Nel 1985, ha dichiarato: "Dato tutto ciò in cui credo, gran parte di me pensa che avrei dovuto andare oltre".

## Carriera politica

### Primi passi e membro del Congresso
Nel 1968, Gingrich si unì a Nelson Rockefeller e si candidò in seguito al Congresso nel 1974 e nel 1976. Fu eletto al Congresso nel 1978, dove rappresentò i distretti meridionali di Atlanta . È stato poi rieletto 6 volte.

### La Rivoluzione Repubblicana

#### Contratto con l'America
Coautore e architetto del Contratto con l'America, Gingrich è stato un "attore" in prima linea nel successo del Partito Repubblicano nelle elezioni del 1994 per il rinnovo del Congresso, che sarebbero passate alla storia come la Rivoluzione Repubblicana. Nel 1995 Time lo ha nominato Man of the Year per il ruolo avuto nel porre fine a 40 anni di governo della maggioranza democratica.

#### Speaker della Camera dei rappresentanti
È stato il 58º Speaker della Camera dei rappresentanti, esercitando il suo mandato dal 1995 al 1999, ha rappresentato il 6º distretto congressuale della Georgia come un repubblicano dal 1979 fino alle sue dimissioni nel 1999.
Durante i suoi quattro anni come presidente della Camera, Gingrich a volte si è opposto al presidente Bill Clinton, ma ha anche lavorato a stretto contatto con lui nel 1996 per limitare il debito pubblico, fare approvare un taglio delle imposte sui redditi di capitale nel 1997 e per raggiungere nel 1998 il primo bilancio federale in pareggio dal 1969. È stato inquisito nel gennaio 1997 dalla Camera dei Rappresentanti per accuse etiche, anche se non si è arrivati a un processo.

### Anni recenti

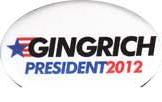
Logo della campagna presidenziale del 2012 di Newt Gingrich.

Nel maggio del 2011 annunciò l'intenzione di correre per la nomina repubblicana per la presidenza degli Stati Uniti, e diventò uno dei candidati per la nomination repubblicana nelle elezioni presidenziali del 2012.
Nelle elezioni presidenziali del 2016 sostenne il repubblicano Donald Trump.

## Vita privata

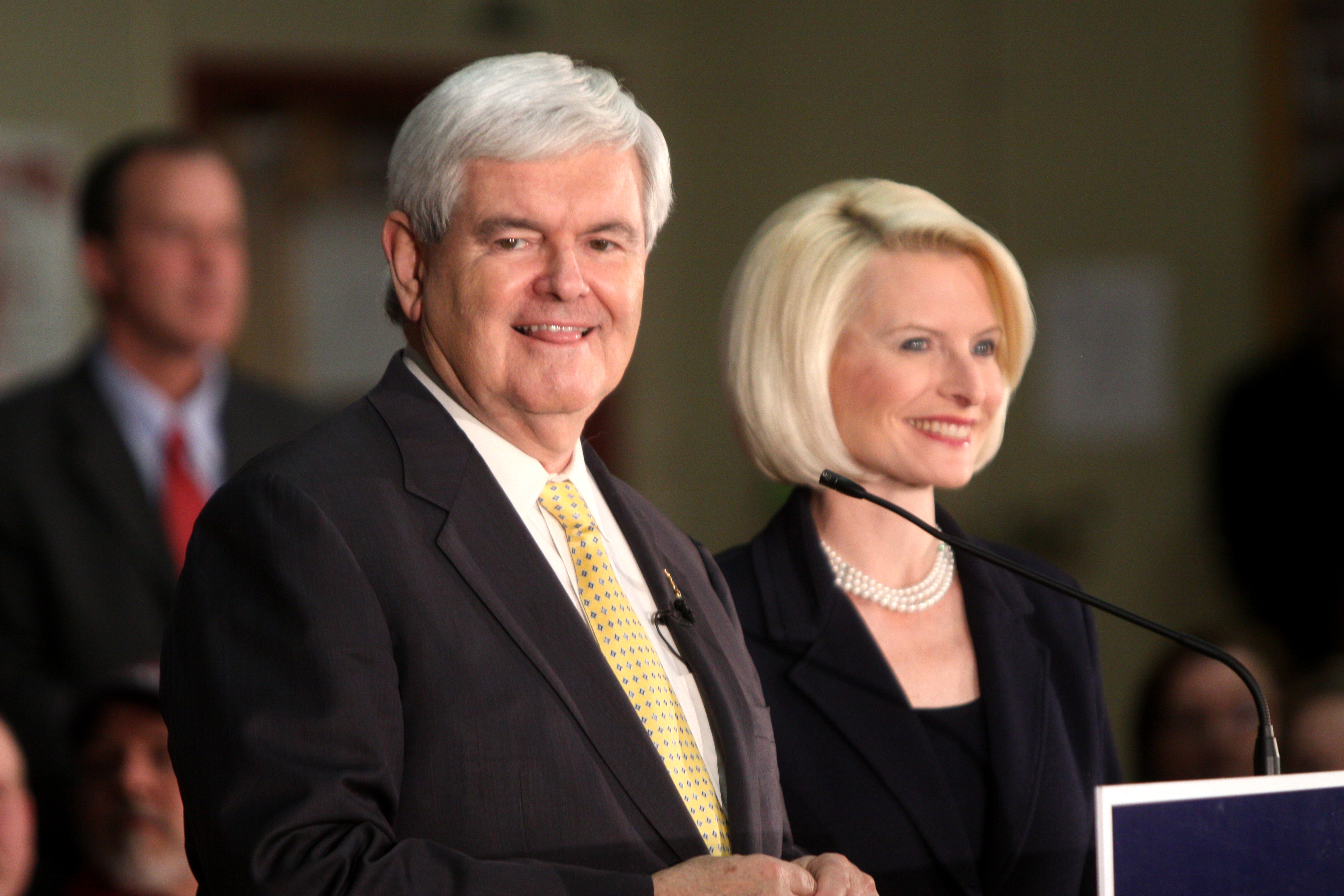
Gingrich e la moglie Callista al municipio di Derry nel New Hampshire

Dopo essere stato battezzato e cresciuto nella religione luterana e poi battista, Gingrich si è convertito al cattolicesimo (la religione della terza moglie, che peraltro dal 2017 al 2021 sarà ambasciatrice degli Stati Uniti presso la Santa Sede) nel 2009. Si è sposato tre volte ma le prime due finirono con un divorzio. Dal primo matrimonio ebbe due figli.
Alla fine degli anni '90 Gingrich iniziò una relazione con Callista Bisek, dello staff del Congresso, relazione continuata anche durante lo scandalo Lewinsky, quando Gingrich avviò un'indagine su Clinton per ostruzione della giustizia in relazione alle sue vicende amorose. Con la moglie vive a McLean, in Virginia. Callista Gingrich fu in seguito nominata ambasciatrice degli Stati Uniti presso la Santa Sede fino al 2021. A seguito della sconfitta repubblicana nelle elezioni del 1998 per il rinnovo del Congresso, Gingrich si dimise dalla Camera il 5 novembre 1998, sotto pressione dei suoi colleghi repubblicani: nei 13 anni successivi, Gingrich è stato un consulente politico ben pagato.

## Idee religiose
Educato alla fede luterana, al liceo entrò a far parte dei battisti del Sud. Il 29 marzo 2009 fu battezzato nella Chiesa cattolica.
Il racconto della sua conversione fu pubblicato il 26 aprile 2011 col titolo Newt Gingrich: Why I Became Catholic, sul "National Catholic Register", il più antico periodico cattolico nazionale degli Stati Uniti.

## Curiosità
- Gingrich compare brevemente come guest star interpretando sé stesso nel decimo episodio della quinta stagione nella serie Parks and recreation intitolato "Due feste" (Two parties).